# Jurij Vlagyimirovics Uszacsov
Jurij Vlagyimirovics Uszacsov (oroszul: Юрий Владимирович Усачёв; Donyeck, Rosztovi terület, 1957. október 9.–) szovjet-orosz mérnök űrhajós.

## Életpályája
Munkája mellett (esztergályos, laboráns) folytatta tanulmányait. 1985-ben szerzett diplomát a Moszkvai Repülési Intézet (MAI) gépgyártás mérnöki szakán. Sorkatonai szolgálatát, egy a Német Demokratikus Köztársaság területén állomásozó vegyvédelmi raj parancsnokaként töltötte, őrmesteri rangban.
1989. január 25-től részesült űrhajós kiképzésben. Összesen 552 napot, 22 óra 26 percet és 42 másodpercet töltött a világűrben. A négy küldetés alatt 7 űrsétát (kutatás, szerelés) végzett, összesen 30 óra és 49 perc időtartamban. Űrhajós pályafutását 2004. április 5-én fejezte be. 2007 novemberétől űrhajós csoport parancsnoka. 2012-től az űrhajósnak jelentkezők pályázati bizottságának tagja.

## Űrrepülései
- A Szojuz TM–18 fedélzeti mérnöke. Első hosszú távú szolgálata, összesen 182 napig, 00 óráig, 27 percig és 1 másodpercig tartott.
- A Szojuz TM–23 fedélzeti mérnöke. Második hosszú távú szolgálata, összesen 193 napig, 19 óráig, 7 percig és 35 másodpercig tartott. Hat űrsétát (kutatás, szerelés) végzett, összesen 30 óra 30 perc időtartamban.
- STS–101-el, az Atlantis űrrepülőgéppel rövid távú küldetés volt: Kutatásfelelős parancsnokként összesen 9 napig, 20 óráig, 10 percig és 9 másodpercig tartózkodott a világűrben.
- STS–102-vel, a Discovery űrrepülőgéppel indult harmadik hosszú távú szolgálatra, összesen 167 napig, 6 óráig, 41 percig és 57 másodpercig tartott. Egy rövid űrsétát végzett, 39 percben. Az STS–105 Discovery űrrepülőgéppel érkezett vissza a Földre.

### Tartalék személyzet
- Szojuz TM–16 fedélzeti mérnök
- Szojuz TM–17 fedélzeti mérnök